# Song Shi-Lun

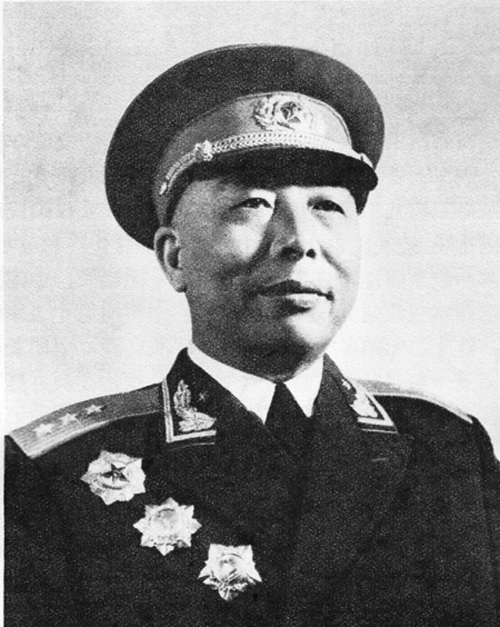
Song Shi-Lun (1955)

Song Shi-Lun (* 1899 in der chinesischen Provinz Hunan; † 17. September 1991 in Shanghai) war der Oberkommandierende der chinesischen Streitkräfte in der Schlacht um den Changjin-Stausee während des Korea-Krieges. Er hat seine Ausbildung in der Whampoa-Militärakademie erhalten. General Song Shi-Lun war Teilnehmer des Langen Marsches.